# Eleutherodactylus greyi
Espèce
Statut de conservation UICN

 EN B1ab(iii) : En danger
Eleutherodactylus greyi est une espèce d'amphibiens de la famille des Eleutherodactylidae.

## Répartition
Cette espèce est endémique de Cuba. Elle se rencontre dans les provinces de  Cienfuegos, de Villa Clara, de Sancti Spíritus et de Ciego de Avila du niveau de la mer à 820 m d'altitude.

## Description
Les femelles mesurent jusqu'à 64 mm.

## Étymologie
Cette espèce est nommée en l'honneur du botaniste Robert M. Grey.

## Publication originale
- Dunn, 1926 : Additional Frogs from Cuba (Contrib. Smith College Dept. Zool. No. 139). Occasional Papers of the Boston Society of Natural History, vol. 5, p. 209-215 (texte intégral).